# Principessa dai capelli blu
Principessa dai capelli blu (ボスコアドベンチャー?, Bosuko Adobenchā, lett. "Bosco Adventure") è un anime giapponese prodotto in 26 episodi da Nippon Animation nel 1986. La serie è stata trasmessa per la prima volta in Giappone dal network Yomiuri TV a partire dal 6 ottobre 1986 e in Italia a partire dal 24 maggio 1988 da Italia 1 ogni martedì, giovedì e sabato alle ore 20:00 con un totale di 21 dei 26 episodi trasmessi. È stata replicata su Rete 4 per due estati consecutive. La serie si è ispirata ai volumi fantasy Le storie del bosco dell'illustratore italiano Tony Wolf.

## Trama
La giovane principessa Lucilla, che vive in un tempo e un luogo indefiniti, deve adempiere a una missione che consiste nel ritornare al suo villaggio di Fountainland, occupato dalle forze del male capeggiate da un mostro nero chiamato Scorpion, prima dell'eclissi totale di Sole. Se infatti la principessa riuscirà a sedersi sul trono prima dell'eclissi, si formerà una potente fontana da cui sgorgherà l'acqua della vita che avrà il potere di annientare gli invasori e sarà molto importante per tutti gli esseri viventi della Terra.
Mantonero, (un mostro dalla carnagione azzurra, calvo, privo di naso, mascherato e ammantato tutto di nero, che vola a bordo di una grande nave volante denominata "Scorpion", in onore del suo supremo capo), un accolito di Scorpion, insieme ai suoi due maldestri aiutanti (il gatto Jack e il pirata Franz), ha rapito la piccola Lucilla per tenerla lontana dal suo villaggio fino al termine dell'eclissi, ma la principessa riesce a liberarsi con l'aiuto della rana Cra Cra, della lontra Posapiano e della tartaruga Tutty che, trovati da Speaky, il corvo robot di Lucilla, a bordo della loro aeronave denominata "Bosco" accorrono in suo aiuto.
Da quel momento Lucilla diventerà a tutti gli effetti un membro dell'aeronave e assieme ai suoi nuovi amici vivrà numerose avventure per sconfiggere i nemici e per riportare la gioia nel villaggio, anche a costo della propria vita. Li si vedrà agire contro i soldati di Damia, una giovane inizialmente al servizio di Scorpion nelle puntate in cui i nostri eroi arriveranno a Fountainland, ma che alla fine si ribellerà. La principessa dovrà restituire vita alla Terra; per riuscire nel suo intento, dovrà sacrificarsi e rinunciare alla propria identità e alla fine della serie, infatti la protagonista acquisisce ali di farfalla, muore fisicamente agli occhi dello spettatore, diventando un tutt'uno con la fontana dell'acqua della vita, circondandosi da un anello di energia (che darà vita anche al corvo robot Speaky, facendolo diventare in carne e ossa) per poi diventare invisibile e impossibilitata anche a rivolgere la parola agli altri esseri viventi.
La protagonista lascia solo un ricordo sfumato di sé, che dovrebbe essere compensato dal medaglione lasciato nelle mani della rana a lei affezionata, Cra Cra, ma il medaglione non galleggia, sprofonda nelle lacrime dei protagonisti che salutano l'amica principessa dissolta nella fonte. La Bosco si allontana dal villaggio, ma lo fa mestamente, come alla fine di un sogno. Non rimane altro che tornare alla vita di sempre, che non sarà più la stessa. Ai tre membri dell'aeronave, infatti, mancherà la loro cara compagna di viaggio.
Alla fine di ogni puntata, dei personaggi minori, abitanti del villaggio originario di Cra Cra, Tutty e Posapiano, informati dei fatti dal corvo robot Speaky, commentano le avventure della serie e tentano di trasmetterne un significato.

## Personaggi
Principessa Lucilla
Doppiata da: Yūko Minaguchi (ed. giapponese), Adriana Libretti (ed. italiana)
È una ragazzina non del tutto umana, come si evince dai capelli blu (citati nella sigla della D'Avena) e dalle orecchie appuntite, che proviene da Fountain Land. È già nelle mani del nemico sin dal primo episodio, ma con un salto (che ricorda i moderni sport estremi) si lancia dall'aeronave Scorpion e viene raccolta dal buon ranocchio Cra Cra a bordo di un aliante, seguito dai suoi compari (la tartaruga Tutty e la lontra Posapiano) a bordo dell'aeronave Bosco. Lucilla può così sfoggiare le sue qualità umane, la sua generosità e il suo coraggio. Il suo destino è di diventare la regina di Fountainland, la sua terra d'origine, la cui acqua ha il compito di tenere in vita tutti gli esseri viventi del pianeta Terra.
Cra Cra
Doppiato da: Shigeru Nakahara (ed. giapponese), Aldo Stella (ed. italiana)
È un simpatico ranocchio antropomorfo, leader del gruppo, che ha tutta l'aria e il fare dello spasimante che corre in aiuto della propria amata. Lucilla lo chiama amico, ma tra loro c'è un sentimento quasi amoroso, in barba alle apparenze ed alle diversità di specie. Purtroppo questo sentimento è destinato a dissolversi nell'acqua della fonte della vita: A Lucilla, una volta salita al trono, cresceranno due enormi ali di farfalla, lasciando solo il suo ciondolo a ricordo dell'avventura vissuta insieme. Cra Cra (che si chiama così per via dell'omonimo verso di una rana) lo conserva tra le lacrime della separazione. I buoni sentimenti che legano il nostro amico alla protagonista emergono nel 14º episodio, quando rischierà di essere divorato dall'avido re Ramarro, che lo vuole come piatto prelibato in cambio di Lucilla, catturata nel deserto da Mantonero.
Tutty
Doppiato da: Hiroya Ishimaru (ed. giapponese), Riccardo Peroni (ed. italiana)
Una tartaruga ingegnosa, che ha progettato e costruito l'aeronave della serie, (guarda caso, a forma di tartaruga) e si cimenta in una serie di soluzioni a metà tra matematica e fisica, che spesso tolgono dai guai l'intero equipaggio. La lentezza proverbiale che accompagna la sua specie, è compensata dall'ingegno che la caratterizza. Quando prende la febbre da acqua avvelenata, ci pensano i compagni a trovare l'antidoto per farlo tornare in attività e precisamente dei funghi luccicanti. Nel 16º episodio, la perfida Damia lega i personaggi e li fa cadere in uno scivolo che li conduce in un catino pieno di una pozione magica che li fa trasformare in statua. Tutty, grazie ai suoi arti e alla sua testa retrattili, riesce a deviare la caduta e salva i suoi amici, come pure i personaggi minori di questa puntata.
Posapiano
Doppiato da: Kōichi Yamadera (ed. giapponese), Enrico Carabelli (ed. italiana)
Questa simpatica lontra ha il compito di alimentare a legna la caldaia della nave. Poche volte si vede in azione questo silenzioso ma prezioso membro dell'equipaggio. Gli amici lo invocano per ogni problemino di carattere meccanico e lui, certo, non si tira indietro. Finisce per confessare anche lui, come succede per Cra Cra, il "debole" per la dolce Lucilla. Rispetto agli altri membri appare più sempliciotto, ma in realtà è intelligente e utile al gruppo.
Hender
Doppiato da: Kôhei Miyauchi (ed. giapponese), Antonio Paiola (ed. italiana)
Questo anziano ma energico uomo è il primo ministro di Fountainland (da anni), incaricato di riportare in patria la principessa Lucilla. La serie lo vuole molto esigente e ligio al dovere. Si scontra spesse volte con gli altri membri dell'aeronave, per i quali il vecchietto è incredulo sulla loro validità come aiutanti di Lucilla.
Mantonero
Doppiato da: Banjō Ginga (ed. giapponese), Luigi Scoccimiglio (ed. italiana)
Un mostro dalla carnagione azzurra e ammantato di nero, che si dedica all'inseguimento di Lucilla. Il problema è che costruisce il proprio fallimento con le sue mani; il primo a non credere nell'impresa è lui: riesce a riscuotere un'anomala simpatia che deriva dalla sua capacità di autoironizzare. Lui e suoi stravaganti seguaci rendono colorata e decisamente inverosimile la lunga odissea verso l'obbiettivo finale: inaridire la Terra. L'insuccesso è insito sin dal primo episodio: in tre riescono a far fuggire la loro vittima con clamorose disattenzioni che mietono semi di incredulità nella mente dello spettatore. Il fallimento raggiunge l'apice nell'ultimo episodio: la forza caratteriale di Damìa, alleata dapprima e sua dichiarata rivale poi, trascina i suoi infidi collaboratori a combattere al proprio fianco, e lui, Mantonero, dubitando delle proprie capacità strategiche, accetta la sconfitta e si unisce alla sua antagonista.
Jack e Franz
Doppiati da: Ken'ichi Ogata (ed. giapponese), Mario Zucca (ed. italiana) (Franz)
Il gatto bianconero Jack, che fa coppia fissa con il suo compagno, il pirata Franz, ha tutta l'aria di un collaboratore poco affidabile di Mantonero. L'unica preoccupazione di questo gatto antropomorfo è di trovare una collocazione remunerativa per i suoi servigi: non siamo più nell'ambito  della malvagità fine a se stessa, ma in quello della convenienza. L'opinione che i due hanno del loro capo, nel frattempo, è così bassa che la serie spesso e volentieri indugia sulla caratterizzazione dei due tanto da far acquisire ad entrambi un'aria simpatica e stranamente piacevole. La loro incapacità sfiora il surrealismo, la loro inefficienza li fa sembrare a volte degli alleati dei protagonisti positivi.
Scorpion
Doppiato da: Hidekatsu Shibata (ed. giapponese), Stefano Albertini (ed. italiana)
Un essere dalle sembianze di un gigantesco sovrano all'inizio della serie, che si rivela in realtà un gigantesco mostro a forma di scorpione nero alla fine. I suoi disegni oscuri si aggrovigliano nei cunicoli delle gallerie sotterranee scavate dalle sue ripugnanti larve, che divorano terra a volontà. Il suo progetto è di  inaridire il suolo per cibarsene e volare al pianeta successivo. Solo la fonte che Lucilla deve rivitalizzare può scongiurare l'imminente catastrofe. L'eclissi di sole che arriva puntuale nel 26º episodio è il segno della sua sconfitta. Scorpion ha fatto credere a tutti i suoi seguaci di volere il potere sulla Terra, ma in realtà, una volta assunto il suo vero aspetto di gigantesco scorpione nero, l'avrebbe divorata ed era per questo che voleva prosciugarla e trasformare tutti in statue.
Damìa
Doppiata da: Rihoko Yoshida (ed. giapponese), Marcella Silvestri (ed. italiana)
L'antagonista vera e propria della principessa è un'avvenente giovane dall'aspetto austero e dai capelli blu più scuro rispetto alla capigliatura di Lucilla; è la prima vera rivale degli eroi della Bosco ed ha un esercito di cani antropomorfi. Lei, al servizio di Scorpion (parola inglese che significa proprio Scorpione, il cui plurale è Scorpions, con la S finale, per via dell'omonimo complesso rock tedesco conosciuto soprattutto per il brano Wind of Change), crede ingenuamente alle promesse di gloria e potere che il mostro le ha fatto, ma a fine serie si accorge che i suoi desideri di primato sono un'illusione, quindi si ribella al malvagio sovrano. A questo punto, si assiste ad una lotta a quattro fazioni, ognuna delle quali combatte per un interesse di parte: Mantonero, Scorpion, Damìa e i quattro della Bosco. Gli amici di Lucilla e gli altri personaggi minori tentano di aiutarla, ma i nemici si guerreggiano a vicenda finendo per favorire, volontariamente o no, gli interessi del Bene. Dapprima sembra alleata con Mantonero, ma poi, per convenienza e desiderio di merito, quest'ultimo si mette contro di lei, ma i maldestri seguaci del mostro ammantato di nero stimano e rispettano questa donna, tanto da preferire lei al loro capo e infatti alla fine si schierano con questa giovane e Mantonero, accettando la sconfitta si unisce al gruppo.

## Sigle
Sigla iniziale giapponese
"Tokimeki wa Forever", testo e musica di Ken Takahashi, arrangiamento di Akira Inoue è interpretata da Noriko Hidaka
Sigla finale giapponese
"Hareta Hi ni mo Ai wo Kudasai", testo e musica di Ken Takahashi, arrangiamento di Akira Inoue è interpretata da Noriko Hidaka
Sigla iniziale e finale italiana
"Principessa dai capelli blu", musica di Massimiliano Pani, testo di Alessandra Valeri Manera, è cantata da Cristina D'Avena.

## Doppiaggio
Il doppiaggio italiano è stato eseguito presso lo Studio P.V. di Milano sotto la direzione di Enrico Carabelli. La traduzione dall'originale giapponese è di Tiziana Tosolini e i dialoghi italiani sono di Enrica Minini
| Personaggio    | Doppiatore originale | Doppiatore italiano |
| -------------- | -------------------- | ------------------- |
| Lucilla        | Yūko Minaguchi       | Adriana Libretti    |
| Cra Cra        | Shigeru Nakahara     | Aldo Stella         |
| Tatty          | Hiroya Ishimaru      | Riccardo Peroni     |
| Posapiano      | Kōichi Yamadera      | Enrico Carabelli    |
| Speaky         | Hiroko Fukujun       | Pietro Ubaldi       |
| Franz          | Ken'ichi Ogata       | Mario Zucca         |
| Mantonero      | Banjō Ginga          | Luigi Scoccimiglio  |
| Damya          | Rihoko Yoshida       | Marcella Silvestri  |
| Scorpion       | Hidekatsu Shibata    | Stefano Albertini   |
| Ender          | Kôhei Miyauchi       | Antonio Paiola      |
| Robby          | Naoko Watanabe       | Paolo Torrisi       |
| Gufo           | - non disponibile -  | Augusto Di Bono     |
| Corvo          | - non disponibile -  | Giorgio Melazzi     |
| Riccio         | - non disponibile -  | Luca Bottale        |
| Topina Rosa    | - non disponibile -  | Graziella Porta     |
| Topina Gialla  | - non disponibile -  | Dania Cericola      |
| Topina Blu     | - non disponibile -  | Rosalba Bongiovanni |
| Talpa          | - non disponibile -  | Adolfo Fenoglio     |
| Signora Dragon | - non disponibile -  | Tullia Piredda      |
| Draghetto      | - non disponibile -  | Marina Massironi    |

## Episodi
Nell'edizione italiana sono stati trasmessi solamente 21 dei 26 episodi originali. Dei restanti 5 episodi, 3 non sono mai stati doppiati, mentre gli episodi 5 e 15 hanno una loro traduzione che si può ritrovare nei DVD della serie, anche se quest'ultimo presenta un doppiaggio parziale dove vengono saltati i primi minuti.
| Nº | Titolo italiano Giapponese 「Kanji」 - Rōmaji                                                                     | In onda          | In onda        |
| Nº | Titolo italiano Giapponese 「Kanji」 - Rōmaji                                                                     | Giapponese       | Italiano       |
| 1  | Salvate la principessa 「大剣 さらわれた妖精の姫•ボスコ号発進! 」 - Sarawareta yōsei no hime - Bosuko gō hasshin! | 6 ottobre 1986   | 24 maggio 1988 |
| 2  | Il gigante 「眠れる巨人を起こすな! 」 - Nemureru kyojin wo okosuna!                                               | 13 ottobre 1986  | 26 maggio 1988 |
| 3  | La valle del drago 「ドラゴン谷は危険がいっぱい 」 - Doragon-dani ha kiken ga ippai                               | 20 ottobre 1986  | 28 maggio 1988 |
| 4  | Il salvataggio del baby drago 「がんばれ!子供ドラゴン 」 - Ganbare! Kodomo Doragon                                | 27 ottobre 1986  | 31 maggio 1988 |
| 5  | I funghi luccicanti 「光るキノコを手に入れろ! 」 - Hikaru kinoko wo te ni irero!                                  | 3 novembre 1986  | DVD            |
| 6  | Rally nel palazzo dei patimenti 「代魔宮のデッドヒート 」 - Dai ma kyū no deddohi-to                              | 10 novembre 1986 | 2 giugno 1988  |
| 7  | Lucilla! Un imminente pericolo 「アプリコット姫 危機一髪 」 - Apurikotto hime kikiippatsu                         | 17 novembre 1986 | 4 giugno 1988  |
| 8  | La magìa di Mantonero 「フードマンのおかしなマジック 」 - Fu-doman no okashi na majikku                           | 24 novembre 1986 | 7 giugno 1988  |
| 9  | 「オアシスの不気味な地下牢 」 - Oashisu no bukimi na chikarō – "Sotto l'oasi"                                     | 1º dicembre 1986 | -              |
| 10 | 「ボスコ号海上漂流 」 - Bosuko gō kaijō hyōryū – "Alla deriva"                                                    | 8 dicembre 1986  | -              |
| 11 | 「ずうずうしいユニコーン 」 - Zūzūshii Yuniko-n – "Il piccolo unicorno"                                           | 16 dicembre 1986 | -              |
| 12 | Inseguimento nella neve 「凍った村を救え!•雪原の大追跡 」 - Kootta mura wo sukue! Setsugen no daitsuiseki         | 23 dicembre 1986 | 9 giugno 1988  |
| 13 | Il destino della principessa Lucilla 「ようせいアプリコットひめのさだめ 」 - Yōsei Apurikotto hime no sadame      | 30 dicembre 1986 | 11 giugno 1988 |
| 14 | Fuga dal castello della lucertola 「トカゲ城アプリ救出作戦 」 - Tokage-jiro - Apuri kyūshutsu sakusen             | 5 gennaio 1987   | 14 giugno 1988 |
| 15 | La terribile Damia 「うつしきわんさつしゃダミアとうじょう 」 - Utsushiki wan satsu ha Damia tōjiau                | 12 gennaio 1987  | DVD            |
| 16 | La battaglia nella foresta delle statue 「ねむりのもりのだいこんせん 」 - Nemuri no mori no daikonsen             | 19 gennaio 1987  | 16 giugno 1988 |
| 17 | Chi è l'impostore 「ニセはダレダ? 」 - Nise mono ha dare da?                                                      | 26 gennaio 1987  | 18 giugno 1988 |
| 18 | Battaglia fra i sottomarini 「こていのせんすいかんだいせんそう 」 - Kotei no sensui kan dai sensō                 | 2 febbraio 1987  | 21 giugno 1988 |
| 19 | Una città senz'acqua 「なぞのみずなしおうこく 」 - Nazo no mizu nashi ōkoku                                       | 9 febbraio 1987  | 23 giugno 1988 |
| 20 | Lotta per l'acqua 「みず•ミズ•大戦争 」 - Mizu mizu daisensō                                                      | 16 febbraio 1987 | 25 giugno 1988 |
| 21 | La decisione di Lucilla 「アプリコットの決意 」 - Apurikotto no ketsui                                            | 25 febbraio 1987 | 28 giugno 1988 |
| 22 | Terra riarsa e naufragio della Bosco 「枯れゆく王宮 ボスコ号大破! 」 - Koreyuku ōkyū - Bosuko gō daiha!           | 2 marzo 1987     | 30 giugno 1988 |
| 23 | La nuvola nera 「黒いストームの恐怖 」 - Kuroi suto-mu no kyōfu                                                   | 9 marzo 1987     | 2 luglio 1988  |
| 24 | La Terra è in pericolo! 「運命の日 悪魔スコーピオンとの対決 」 - Ummei no nichi akuma suko-pion to no tsuiketsu   | 16 marzo 1987    | 5 luglio 1988  |
| 25 | L'anello del Sole 「走れフローク 太陽の指環の日は来た! 」 - Hashire, Furoku - Taiyō no yubiwa no hi wa kita!      | 23 marzo 1987    | 7 luglio 1988  |
| 26 | L'ultima sfida 「アプリへんしん•よみがえるかいのちのいずみ 」 - Apuri henshin - Yomigaeru ka inochi no izumi      | 30 marzo 1987    | 9 luglio 1988  |

### Replica
La serie è stata trasmessa per la prima volta su Italia 1 alle 20.00 ogni martedì, giovedì e sabato nell'estate del 1988 in coppia con un altro cartone animato (Maple Town - Un nido di simpatia). Nell'occasione sono stati trasmessi solamente 24 episodi divisi a metà della durata di 12 minuti circa a puntata per un totale di 48 semi-episodi.
| Nº | Titolo italiano (replica in semi-episodi) |
| 1  | Salvate la principessa                    |
| 2  | La principessa prigioniera                |
| 3  | N.D.                                      |
| 4  | Non svegliare il gigante che dorme        |
| 5  | La valle del drago                        |
| 6  | Mamma drago cerca il suo piccolo          |
| 7  | N.D.                                      |
| 8  | N.D.                                      |
| 9  | N.D.                                      |
| 10 | Alla ricerca dell'antidoto                |
| 11 | Rally nel palazzo dei patimenti           |
| 12 | Lucilla salva Mantonero                   |
| 13 | La gratitudine di Mantonero               |
| 14 | Gli amici non ti abbandonano Lucilla      |
| 15 | La magia di Mantonero                     |
| 16 | L'oasi assetata                           |
| 17 | Un tentativo di evasione                  |
| 18 | Lucilla riporta l'acqua all'oasi          |
| 19 | Avventura per mare                        |
| 20 | Il naufragio nell'isola dell'unicorno     |
| 21 | Il mistero dell'unicorno                  |
| 22 | L'unicorno impara a volare                |
| 23 | Un mulino tra i ghiacci                   |
| 24 | Aiuto Lucilla è congelata                 |
| 25 | Ender alla ricerca di Lucilla             |
| 26 | Il destino di Lucilla                     |
| 27 | Il castello del re lucertola              |
| 28 | Fuga dal castello del re lucertola        |
| 29 | Damia passa al comando dell'operazione    |
| 30 | La foresta è in fiamme                    |
| 31 | La foresta delle statue                   |
| 32 | Lucilla trasformata in statua             |
| 33 | Chi è l'impostore?                        |
| 34 | Mantonero contro Damia                    |
| 35 | Chi libererà Lucilla?                     |
| 36 | La battaglia fra sottomarini              |
| 37 | La nuvola misteriosa                      |
| 38 | Il villaggio devastato                    |
| 39 | Arrivo a Fontaine Land                    |
| 40 | Il naufragio della Bosco                  |
| 41 | Ritorna la nuvola assassina               |
| 42 | Alla presenza di Scorpion                 |
| 43 | Lo stratagemma di Mantonero               |
| 44 | La caverna dei mostri                     |
| 45 | Tutty e il tesoro di Fontaine Land        |
| 46 | Arrivano i nostri                         |
| 47 | Lucilla contro Scorpion                   |
| 48 | Lucilla regina di Fontaine Land           |